# Zweite industrielle Revolution
Als zweite industrielle Revolution wird in der wirtschaftsgeschichtlichen Forschung eine zweite Phase der Industrialisierung nach der ersten industriellen Revolution bezeichnet. Dabei sind die zeitliche Einordnung und die Begriffsdefinition selbst nicht einheitlich. Im Wesentlichen lässt sich eine deutsche und eine angloamerikanische Variante unterscheiden. Mit dem Aufstieg neuer Führungssektoren insbesondere der chemischen Industrie und der Elektrotechnik setzt die französische und deutschsprachige Forschung die zweite industrielle Revolution etwa in den 1870er und 1880er Jahren an, womit sie in die Phase der Hochindustrialisierung in Deutschland fällt. Die angloamerikanische Variante betont dagegen den Übergang zur Massenproduktion sowie zu neuen industriellen Organisationsformen (Fordismus, Taylorismus) insbesondere seit den 1920er Jahren. Als spätere industrielle Revolutionen gelten Digitale Revolution und Industrie 4.0.

## Begriffsgeschichte
Früh formuliert wurde der Begriff der zweiten industriellen Revolution im Englischen um 1910 von dem schottischen Allgemeingelehrten Patrick Geddes. Er fand danach verschiedenartig Verwendung in Soziologie, Philosophie und Wirtschaftswissenschaften, z. B. 1931 bei dem britischen Wirtschaftswissenschaftler Herbert Stanley Jevons, sowie 1936 bei dem französischen Philosophen Georges Friedmann. Für Friedmann waren die verbreitete Nutzung der Elektrizität, die intensivierte Mechanisierung und die Massenproduktion die entscheidenden Neuerungen. Später wurde diese Sicht weiter differenziert. Angesichts der ökonomischen und wissenschaftlichen Entwicklung sprach Friedmann in den 1960er Jahren von einer dritten industriellen Revolution, gekennzeichnet von der Automatisierung und der Nutzung der Atomenergie. Ab etwa 1970 popularisierten die Wirtschaftshistoriker David Landes und Alfred Chandler den Begriff der zweiten industriellen Revolution in den Geschichtswissenschaften. Beide betrachteten, mit verschiedenen Betonungen, die Rolle von Innovationen in Stahlproduktion, chemischer Industrie, Elektrotechnik und die verstärkte Kohlenutzung in der zweiten Hälfte des 19. Jahrhunderts als Treiber der Entwicklung. Im Kontext von geschichtswissenschaftlichen Auseinandersetzungen um den Begriff der industriellen Revolution und deren Ursachen argumentierte Jan de Vries in den 1990er Jahren mit dem Begriff der „second industrious revolution“ für die Entstehung einer neuen Art von Konsumgesellschaft nach dem Zweiten Weltkrieg.

## Begriff in der deutschen Wirtschaftsgeschichte
Die neuen Industrien basierten auf der Verbindung von Forschung und industrieller Produktion. Es wurden insbesondere chemische und physikalische Erkenntnisse in großem Stil ökonomisch genutzt. Neben den Universitäten unterhielten die Firmen eigene Forschungs- und Entwicklungseinrichtungen. Damit verlor das Erfahrungswissen der Beschäftigten in der Produktion an Bedeutung.
Mit dem raschen Wachstum lösten sie Textilindustrie und Montanindustrie als Leitbranchen ab. Im Gegensatz zur ersten industriellen Revolution war die deutsche Wirtschaft führend. Hatte sie früher Techniken und Kenntnisse insbesondere aus England importieren müssen, wurde sie nun zum Technologieexporteur. Zu den neuen forschungs- und wissenorientierten Branchen zählten neben der Chemischen Industrie und der Elektrotechnik auch der Maschinenbau und die optische Industrie. Gerade in der pharmazeutischen Industrie entstanden große unternehmenseigene Forschungslabors. Ähnlich war die Entwicklung in der Elektroindustrie. Werner von Siemens, selbst Techniker und Physiker, baute für sein Unternehmen seit den 1860er Jahren ein Labor auf, das sich zu einer großen firmeninternen Forschungseinrichtung entwickelte. Wichtig war daneben auch der Kontakt der Wirtschaft zu den Universitäten und den außeruniversitären Forschungseinrichtungen wie der 1887 gegründeten Physikalisch-Technischen Reichsanstalt.
Im Bereich der chemischen Industrie gewannen Soda und Schwefelsäure als Grundlage neuer Produkte wie etwa für den synthetischen Farbstoff Anilin an Bedeutung.
Neben dem bislang dominierenden Energieträger Kohle spielte Erdöl eine wachsende Rolle. Es diente zum Antrieb von Verbrennungsmotoren (Otto-Motor, Diesel-Motor).
Weiters wurde die Elektrizität im größeren Maßstab genutzt: Generator (ab 1866), Glühlampe, Elektromotor etc. Durch die Nutzung des elektrischen Stroms verbesserte sich auch die Kommunikation erheblich. Zu der älteren Telegraphie (ab ca. 1840) trat ab ca. 1880 das Telefon.

## Angloamerikanische Tradition
In Teilen der deutschen Forschung werden die Innovationsschübe der 1920/1930er Jahren als Beginn einer dritten industriellen Revolution aufgefasst. Diese war durch die Rationalisierung der Fertigung durch die Einführung des Fließbands (1913, Ford-Werke) gekennzeichnet.
Vor allem in der angloamerikanischen Forschung wird der Durchbruch zur Massenproduktion und die wissenschaftliche Betriebsführung des Taylorismus/Fordismus dagegen erst als zweite industrielle Revolution bezeichnet. Hintergrund für die Unterschiede ist unter anderem, dass für die USA der Erste Weltkrieg kein so entscheidender ökonomischer Einschnitt war wie in Europa. In den USA setzten im Übrigen die Massenproduktion von Stahl und der Eisenbahnbau im größeren Stil später ein als in Europa, während der Massenkonsum deutlich eher einsetzte.

## Andere Nutzung des Begriffs
In verschiedenen älteren Quellen wurde die Phase der zweiten Industriellen Revolution seit etwa 1950 angesetzt. Ihre Grundlage ist die Rationalisierung der industriellen Fertigung durch Automatisierung. Eine fortgeschrittene Form von Automatisierung ist die Einführung von Industrierobotern (ab 1970).

## Kritik
Der Begriff der zweiten industriellen Revolution ist umstritten. So betonen Kritiker dieses Konzepts, dass die Bedeutung von Erfindungen und der ökonomischen Nutzung von wissenschaftlichen Erkenntnissen verkennt, dass dieser Aspekt auch schon zuvor nicht unbekannt war. Auch die Ableitung des Begriffs von der Verwendung neuer Materialien wie Leichtmetall, Plastik, Erdöl oder anderes blieb nicht ohne Kritik. Auch in der ersten industriellen Revolution gab es im Grunde synthetische Produkte. Kohle wurde in Koks verwandelt und aus Roheisen Stahl erzeugt. Richtig ist auch für die Kritiker, dass die Schwerindustrie seit den 1870er Jahren ihre Leitfunktion an die Elektroindustrie, die chemische Industrie, die optische Industrie und den Fahrzeugbau als „Neue Industrien“ abgab.